# Zagrebačka županija
 Ovo je glavno značenje pojma Zagrebačka županija. Za druga značenja pogledajte Zagrebačka županija (1201. – 1924.).
Zagrebačka županija nalazi se u sjeverozapadnoj Hrvatskoj, okružujući Grad Zagreb, ujedno i sjedište županije. Jedina je hrvatska županija sa sjedištem izvan svojega područja. 

## Zemljopis
Županija se nalazi u sjeverozapadnoj Hrvatskoj. Obrubljuje Grad Zagreb sa zapadne, južne i istočne strane pa se često naziva "zagrebačkim prstenom". Zemljopisno je dosta raznolika cjelina uz Marijagoričko pobrđe i Žumberak na zapadu, nisko Turopolje i Pokuplje na jugu, nizinski krajevi na istoku. Površina županije iznosi 3078 km².

### Reljef i tla
Na zapadu prevladavaju brežuljkasti i gorski krajevi, a na jugu i istoku nizine. Najviši su dijelovi Žumberačka gora i Samoborsko gorje na jugozapadu i rubni dijelovi Medvednice na sjeveru. Na jugu niske Vukomeričke gorice razdvajaju nisko Turopolje od donjeg Pokuplja. Najveće ravnice pružaju se na istoku, u porječju rijeke Lonje. 
Tla su srednje kakvoće. Uz rijeke i u vlažnijim nizinama prevladavaju aluvijalna i močvarna glejna tla, na ocjeditim ravničarskim dijelovima pseudoglejna tla, a u brdskim predjelima smeđa kisela i lesivirana tla. 

### Vode
Sava je najveća rijeka, a njezinom porječju pripadaju sve ostale rijeke u županiji Kupa, Lonja, Krapina, Sutla, Odra i dr. U jastrebarskom kraju i Pokuplju ima nekoliko ribnjaka. Crna mlaka dijelom je pretvorena u ribnjak, a dijelom je očuvana kao močvara i ptičji rezervat. U županiji ima nekoliko jezera koja su nastala vađenjem šljunka pokraj Velike Gorice i Zaprešića.

### Klima
Umjerena kontinentalna klima s toplim ljetima i umjereno hladnim zimama, povremeno sa snježnim padalinama. Najviše padalina ima u kasno proljeće, rano ljeto i jesen, a najmanje u zimi i u rano proljeće. Nema izrazito sušnih niti vlažnih razdoblja, a godišnja količina padalina smanjuje se od zapada prema istoku.

### Šume
Najviše očuvanih šuma ima u gorskim krajevima i niskim i slabo naseljenim naplavinim dijelovima Pokuplja. U vlažnim nizinama, prevladava hrast lužnjak, na ocjeditim dijelovima i prigorjima hrast kitnjak, a u brdskim krajevima bukva, mjestimično s jelom.

## Stanovništvo
Županija je u 2021. imala 299.985 stanovnika.
| broj stanovnika | 134754 | 146592 | 155324 | 178938 | 194643 | 211150 | 208141 | 224095 | 227538 | 233411 | 233875 | 232836 | 259429 | 282989 | 309696 | 317606 | 299985 |
|                 | 1857.  | 1869.  | 1880.  | 1890.  | 1900.  | 1910.  | 1921.  | 1931.  | 1948.  | 1953.  | 1961.  | 1971.  | 1981.  | 1991.  | 2001.  | 2011.  | 2021.  |

## Upravna podjela
Županija je podijeljena na 9 gradova i 25 općina
| Dugo SeloIvanić-GradJastrebarskoSamoborSveta NedeljaSveti Ivan ZelinaVelika GoricaVrbovecZaprešićBedenicaBistraBrckovljaniBrdovecDubravaDubravicaFarkaševacGradecJakovljeKlinča SelaKloštar IvanićKrašićKravarskoKrižLukaMarija GoricaOrlePisarovinaPokupskoPresekaPušćaRakovecRugvicaStupnikŽumberakclass=notpageimage\| Razmještaj gradskih () i općinskih središta () na zemljovidu Zagrebačke županije | |
| Gradovi | Općine |
| - Dugo Selo - Ivanić-Grad - Jastrebarsko - Samobor - Sveta Nedelja - Sveti Ivan Zelina - Velika Gorica - Vrbovec - Zaprešić | - Bedenica - Bistra - Brckovljani - Brdovec - Dubrava - Dubravica - Farkaševac - Gradec - Jakovlje - Klinča Sela - Kloštar Ivanić - Krašić - Kravarsko - Križ - Luka - Marija Gorica - Orle - Pisarovina - Pokupsko - Preseka - Pušća - Rakovec - Rugvica - Stupnik - Žumberak (sjedište: Kostanjevac) |

## Ustrojstvo
Na čelu Županije je župan Stjepan Kožić, član vlastite nezavisne liste.
Predstavnička vlast je županijska skupština, a predsjednik je Mato Čičak (HDZ).

## Povijest
Zagrebačka županija odnosno Comitatus Zagrabiensis je po prvi puta ustrojen u 18. stoljeću. Službeno od 17. srpnja 1759. kad joj je carica i kraljica Marija Terezija podarila grb i pečatnjak. Taj se datum danas slavi kao Dan Zagrebačke županije. 
U današnjim granicama Zagrebačka županija postoji od 1. siječnja 1997.

## Gospodarstvo
Industrija i trgovina daju 2/3 prihoda, slijede poljoprivreda i promet. Poljoprivreda je najrazvijenija u vrbovečkom kraju, a vinogradarstvo u zelinskom i jastrebarskom kraju. Pokraj Ivanić-Grada ima ležišta nafte i zemnoga plina. U mnogim naseljima diljem županije nalaze se brojna manja industrijska poduzeća.

## Promet
Kroz Zagrebačku županiju prolazi nekoliko državnih autocesta koje svoje polazište/dolazište imaju u Zagrebu: Autocesta A1 (prema Splitu), Autocesta A2 (prema Krapini), Autocesta A3 (prema Vinkovcima) i Autocesta A4 (prema Varaždinu).
Nekoliko željezničkih pravaca također prolazi kroz županiju i to oni iz Zagreba prema Karlovcu i Rijeci, prema Slavonskom Brodu i Tovarniku, zatim prema Sisku, prema Koprivnici i prema Varaždinu.
Na teritoriju Zagrebačke županije nalazi se najveća i najznačajnija zračna luka u Hrvatskoj, Zračna luka „Franjo Tuđman”.

## Znamenitosti

### Prirodne znamenitosti
Parkovi prirode Medvednica (rubni dijelovi i skijaške staze) i Žumberak – Samoborsko gorje (središnji i sjeveroistočni dio), specijalni rezervati Crna mlaka i Japetić, posebni botanički rezervat Cret Dubravica (stanište rosike - biljke mesožderke), orintološki rezervat Sava (Zaprešić-Samobor).

### Kulturno-povijesne znamenitosti
Gradska jezgra Samobora, ostaci Zelingrada i Okićgrada, primjeri turopoljskog drevnog graditeljstva (npr. crkva sv. Barbare u Velikoj Mlaki), dvorac i barokna crkva u Jastrebarskom, tzv. staza šest dvoraca na zaprešićkom području, među kojima su najpoznatiji Novi dvori bana Josipa Jelačića, barokizirana gotička crkva Sv. Martina u Dugom Selu iz 16. stoljeća, a datira još od 1209. godine, dvorac Draškovića u Božjakovini, mauzolej obitelji De Piennes u Vrbovcu, Kula Petra Zrinskog u Vrbovcu i dvorac "Patačić" itd.